# Bashkim Kadrii
Bashkim Kadrii (Copenaghen, 9 luglio 1991) è un calciatore danese, centrocampista o attaccante svincolato.

## Biografia
Possiede anche il passaporto albanese.

## Caratteristiche tecniche
È un giocatore molto versatile e può essere utilizzato in tutti ruoli offensivi.

## Carriera

### Club
Dopo aver militato per 12 stagioni tra le giovanili prima e la prima squadra del B.93, nel 2009 si trasferisce all'Odense.
Il 18 luglio 2014 si trasferisce al Copenaghen, firmando un contratto quadriennale. Con la nuova squadra indossa il numero 9.

### Nazionale
Ha fatto parte della nazionale danese Under-21.

## Statistiche

### Presenze e reti nei club
Statistiche aggiornate al 21 aprile 2021.
| Stagione          | Squadra           | Campionato        | Campionato | Campionato | Coppe nazionali | Coppe nazionali | Coppe nazionali | Coppe continentali | Coppe continentali | Coppe continentali | Altre coppe | Altre coppe | Altre coppe | Totale | Totale |
| Stagione          | Squadra           | Comp              | Pres       | Reti       | Comp            | Pres            | Reti            | Comp               | Pres               | Reti               | Comp        | Pres        | Reti        | Pres   | Reti   |
| ----------------- | ----------------- | ----------------- | ---------- | ---------- | --------------- | --------------- | --------------- | ------------------ | ------------------ | ------------------ | ----------- | ----------- | ----------- | ------ | ------ |
| 2008-2009         | B.93              | 2D                | 0          | 0          | CD              | 0               | 0               | -                  | -                  | -                  | -           | -           | -           | 0      | 0      |
| 2009-2010         | B.93              | 2D                | 0          | 0          | CD              | 0               | 0               | -                  | -                  | -                  | -           | -           | -           | 0      | 0      |
| Totale B 93       | Totale B 93       | Totale B 93       | 0          | 0          |                 | 0               | 0               |                    | -                  | -                  |             | -           | -           | 0      | 0      |
| 2010-2011         | Odense            | SL                | 21         | 1          | CD              | 1               | 0               | UEL                | 6                  | 0                  | -           | -           | -           | 28     | 1      |
| 2011-2012         | Odense            | SL                | 32         | 7          | CD              | 1               | 0               | UCL+UEL            | 4+4                | 1+0                | -           | -           | -           | 41     | 8      |
| 2012-2013         | Odense            | SL                | 33         | 5          | CD              | 3               | 0               | -                  | -                  | -                  | -           | -           | -           | 36     | 5      |
| 2013-2014         | Odense            | SL                | 12         | 5          | CD              | 0               | 0               | -                  | -                  | -                  | -           | -           | -           | 12     | 5      |
| 2014-2015         | Copenaghen        | SL                | 8          | 2          | CD              | 0               | 0               | UCL+UEL            | 4+2                | 1+0                | -           | -           | -           | 14     | 3      |
| 2015-2016         | Copenaghen        | SL                | 18         | 1          | CD              | 4               | 0               | -                  | -                  | -                  | -           | -           | -           | 22     | 1      |
| 2016-feb. 2017    | Copenaghen        | SL                | 1          | 0          | CD              | 0               | 0               | UCL                | 2                  | 0                  | -           | -           | -           | 3      | 0      |
| 2017              | Minnesota Utd     | MLS               | 11         | 0          | OC              | 1               | 0               | -                  | -                  | -                  | -           | -           | -           | 12     | 0      |
| 2017-2018         | Randers           | SL                | 22+4       | 6+1        | CD              | 2               | 0               | -                  | -                  | -                  | -           | -           | -           | 28     | 7      |
| lug.-ago. 2018    | Copenaghen        | SL                | 0          | 0          | CD              | 0               | 0               | UEL                | 1                  | 0                  | -           | -           | -           | 1      | 0      |
| Totale Copenaghen | Totale Copenaghen | Totale Copenaghen | 27         | 3          |                 | 4               | 0               |                    | 9                  | 1                  |             | -           | -           | 40     | 4      |
| 2018-2019         | Odense            | SL                | 18+9       | 7+3        | CD              | 3               | 1               | -                  | -                  | -                  | -           | -           | -           | 30     | 11     |
| 2019-gen. 2020    | Odense            | SL                | 20         | 10         | CD              | 2               | 0               | -                  | -                  | -                  | -           | -           | -           | 22     | 10     |
| gen.-giu. 2020    | Al-Fateh          | 1L                | 15         | 2          | CR              | 0               | 0               | -                  | -                  | -                  | -           | -           | -           | 15     | 2      |
| 2020-feb. 2021    | Al-Fateh          | 1L                | 0          | 0          | CR              | 0               | 0               | -                  | -                  | -                  | -           | -           | -           | 0      | 0      |
| Totale Al-Fateh   | Totale Al-Fateh   | Totale Al-Fateh   | 15         | 2          |                 | 0               | 0               |                    | -                  | -                  |             | -           | -           | 15     | 2      |
| feb.-giu. 2021    | Odense            | SL                | 4+4        | 0+1        | CD              | 1               | 0               | -                  | -                  | -                  | -           | -           | -           | 9      | 1      |
| Totale Odense     | Totale Odense     | Totale Odense     | 140+13     | 25+4       |                 | 11              | 1               |                    | 14                 | 1                  |             | -           | -           | 178    | 31     |
| Totale carriera   | Totale carriera   | Totale carriera   | 215+17     | 36+5       |                 | 18              | 1               |                    | 23                 | 2                  |             | -           | -           | 273    | 44     |

### Cronologia presenze e reti in nazionale
| Cronologia completa delle presenze e delle reti in nazionale ― Danimarca | Cronologia completa delle presenze e delle reti in nazionale ― Danimarca | Cronologia completa delle presenze e delle reti in nazionale ― Danimarca | Cronologia completa delle presenze e delle reti in nazionale ― Danimarca | Cronologia completa delle presenze e delle reti in nazionale ― Danimarca | Cronologia completa delle presenze e delle reti in nazionale ― Danimarca | Cronologia completa delle presenze e delle reti in nazionale ― Danimarca | Cronologia completa delle presenze e delle reti in nazionale ― Danimarca |
| Data                                                                     | Città                                                                    | In casa                                                                  | Risultato                                                                | Ospiti                                                                   | Competizione                                                             | Reti                                                                     | Note                                                                     |
| ------------------------------------------------------------------------ | ------------------------------------------------------------------------ | ------------------------------------------------------------------------ | ------------------------------------------------------------------------ | ------------------------------------------------------------------------ | ------------------------------------------------------------------------ | ------------------------------------------------------------------------ | ------------------------------------------------------------------------ |
| 10-8-2011                                                                | Glasgow                                                                  | Scozia                                                                   | 2 – 1                                                                    | Danimarca                                                                | Amichevole                                                               | -                                                                        | 76’                                                                      |
| Totale                                                                   |                                                                          | Presenze                                                                 | 1                                                                        |                                                                          | Reti                                                                     | 0                                                                        |                                                                          |

## Palmarès

### Club

#### Competizioni nazionali
- Campionato danese: 1

Copenaghen: 2015-2016
- Coppa di Danimarca: 2

Copenaghen: 2014-2015, 2015-2016